# 潘公展
潘 公展（はん こうてん）は中華民国（台湾）のジャーナリスト・政治家。中国国民党で文化・宣伝の任務を担当した、CC派の幹部である。旧名は有猷。号は淦清、幹卿。

## 事跡

### ジャーナリストとしての活動
絹商人の家庭に生まれる。湖州両等小学堂で学んだ後、秘密裏に革命派の団体に加入した。1912年（民国元年）、上海聖ヨハネ大学外語系に入学している。在学中に『時事新報』の「学灯」副刊と『国民日報』の「覚悟」副刊で特約執筆者となった。また、柳亜子らの南社にも参加している。
1919年（民国8年）、五四運動が勃発すると、潘公展は上海学生聯合会評議部秘書・財政委員会員となり、さらに会報の主編にも選ばれている。同年夏、上海聖ヨハネ大学を卒業し、上海私立市北中学で教務主任となっている。翌年、『商報』という新聞の創刊に参加し、1921年（民国10年）に正式に刊行されると、電訊主編に任ぜられた。このとき、陳布雷と同僚になって共に働き、2人とも文章で高い評価を得ている。

### CC派幹部へ
1927年（民国16年）1月、陳果夫の紹介により、潘公展と陳布雷は南昌で蔣介石と面会し、あわせて中国国民党にも加入した。このとき、陳は蔣介石の秘書として南昌に留まったが、潘は上海へいったん戻り、『申報』主編を務めている。同年4月、蔣が上海クーデター（四・一二政変）を発動し、上海に政治分会が成立すると、潘は分会委員となった。5月、上海市党部常務委員となり、清党（中国共産党粛清）に従事している。6月、上海市特別市政府が成立すると、潘は工商局局長に任ぜられ、さらに社会局（工商局を改組したもの）局長兼市政府秘書長になった。
1929年（民国18年）、陳果夫・立夫兄弟が浙江革命同志会を中央倶楽部（CC）に改組する。潘公展は張強・程天放らとCCの幹部になった。1932年（民国21年）6月、上海にCC派の機関紙に相当する『晨報』を創刊し、その社長となる。同年8月、上海市教育局局長となり、1934年（民国23年）3月には、中国文化建設教会常務理事兼書記長に起用された。翌1935年（民国24年）11月、国民党第5回全国代表大会において、中央執行委員に選出されている。1936年（民国25年）には上海市で社会局長も兼任した。これらの間、潘は反共や攘外安内政策の宣伝・推進に努めている。

### 戦時中の反共活動
日中戦争（抗日戦争）勃発直前の1937年（民国26年）2月、第2次国共合作が成立する。しかし潘公展はこの時点に至ってもなお共産党への反感を隠さず、『中央日報』で引き続き攘外安内を訴える文章を掲載したため、共産党どころか国民党人士からまでも顰蹙を買ったとされる。その潘も、日中戦争勃発後は蔣介石を支えて抗日戦体制の確立に奔走することになる。11月、上海から武漢に逃れ、国民政府軍事委員会参事室参事に任ぜられた。翌年3月には、国民党中央宣伝部の機関紙発行部門である独立出版社の経理となる。また、同年には『領袖、政府、主義』という小冊子を著し、蔣の指導・独裁を正当化した。1939年（民国28年）、重慶に移り、党中央宣伝部副部長兼『中央日報』総主筆に任命されている。
戦時中も、潘公展の共産党への警戒感・反感は依然としてそのままであった。1941年（民国30年）1月に皖南事変が起きると、潘は『新華日報』に事件の報道を許さず、『中央日報』で新四軍を「軍紀違反」と糾弾した。1942年（民国31年）12月には、中央図書雑誌審査委員会主任委員となり、国民党系以外の書籍・雑誌への取締を実施している。その直前の11月には、党5期10中全会で中央執行委員会常務委員に選出された。

### 内戦、晩年
日中戦争終結直前の1945年（民国34年）5月、潘公展は国民党第6回全国代表大会で「中共問題に冠する総報告」を行い、その中で共産党の割拠を徹底的に非難した。同年12月、上海に戻って『申報』社長兼市党部常務委員となり、翌年6月には上海市参議会議長に選出されている。国共内戦期間中も蔣介石支持の宣伝や政策推進に取り組んだ。
しかし内戦は国民党不利に傾いていった。1949年（民国38年）2月、潘公展は共産党との和平交渉に反対の意思表示をしたが、同年5月に上海は陥落、その直前に香港へ逃亡した。同年末にはカナダへ亡命し、1950年（民国39年）、アメリカに移っている。以後、陳立夫らと『華美日報』を創刊し、引き続き反共の言論を展開した。
1975年（民国64年）6月23日、ニューヨークにて病没。享年81（満79歳）。

## 注
1. ↑  李戈「潘公展」、487頁。なお第2次国共合作の成立については、CC派領袖の陳立夫や幹部の曽養甫の活動も重要な役割を果たしていた。